# مارغريت درابل
مارغريت درابل (بالإنجليزية: Margaret Drabble) (و. 1939  م) هي روائية، وكاتبة سيناريو"Margaret Drabble : NPR". مؤرشف من الأصل في 2019-05-23.، وناقدة أدبية، وكاتبة سيرVirginia Blain؛ Isobel Grundy؛ Patricia Clements. Margaret Drabble : NPR. ص. 307. ISBN:978-0-300-04854-4. مؤرشف من الأصل في 2019-05-23.، وكاتِبة، وكاتبة مسرحية، ومحرِّرة بريطانية، ولدت في شفيلد"Margaret Drabble inducted into Sheffield's 'walk of fame' - BBC News". مؤرشف من الأصل في 2019-02-24."Her Story". مؤرشف من الأصل في 2018-10-10.، هي عضوةٌ في الأكاديمية الأمريكية للفنون والعلوم، والجمعية الملكية للأدب.

## التعليم
تعلمت في كلية نيونهام.

## جوائز
حصلت على جوائز منها:
- جائزة سانت لويس الأدبية  [لغات أخرى]‏ (2003)
- E. M. Forster Award [الإنجليزية]‏ (1973)
- الجائزة التذكارية لجيمس تايت بلاك [الإنجليزية]‏ (1967)"Fiction winners". مؤرشف من الأصل في 2019-04-19. اطلع عليه بتاريخ 2016-07-11.
- قائدة رتبة الإمبراطورية البريطانية
- جائزة جون لولين رايس  [لغات أخرى]‏
- زميل في الجمعية الملكية للأدب.

## وصلات خارجية
- مارغريت درابل على موقع IMDb (الإنجليزية)
- مارغريت درابل على موقع الموسوعة البريطانية (الإنجليزية)
- مارغريت درابل على موقع مونزينجر (الألمانية)
- مارغريت درابل على موقع أول موفي (الإنجليزية)
- مارغريت درابل على موقع إن إن دي بي (الإنجليزية)
- مارغريت درابل على موقع قاعدة بيانات الفيلم (الإنجليزية)